# Сады (Московская область)
Сады — деревня в Можайском районе Московской области, в составе городского поселения Уваровка. Численность постоянного населения по Всероссийской переписи 2010 года — 13 человек. До 2006 года Сады входили в состав Колоцкого сельского округа.
Деревня расположена в центральной части района, у истоков безымянного правого притока малой речки Сатка (левый приток реки Колочь), примерно в 6 км к востоку от пгт Уваровка, высота центра над уровнем моря 241 м. Ближайшие населённые пункты в 1,5 км — Ерышово на северо-запад и Грязи на северо-восток.